# 2067 (فلم)
2067 هو فيلم خيال علمي أسترالي من إخراج سيث لارناي وبطولة كودي سميت-ماكفي،ريان كوانتن،ديبورا ميلمان ولينا والسمان.
تم عرض الفيلم في الولايات المتحدة يوم 2 أكتوبر 2020.